# 2008년 대만의 텔레비전 드라마 목록
다음은 2008년에 타이완의 텔레비전에서 방송되었던 드라마 프로그램을 나열한 목록이다.

## 작품 목록
- 《I Do, 행복한 선택》
- 《견우화개적일자》
- 《굴러라! 계란밥》
- 《꽃미남농구단》
- 《마이러브》
- 《명중주정아애니》
- 《무적산보매》
- 《벽력MIT》
- 《봉밀행운초》
- 《불량소화》
- 《왕자간견이공주》
- 《원래이발수》
- 《저리발현애》
- 《천평상적마이제사》
- 《파례사대인》
- 《행복포수》
- 《흑당군협전》

## 같이 보기
- 타이완의 텔레비전 드라마 목록
- 2000년대 타이완의 텔레비전 드라마 목록